# Pfarrkirche Losenstein

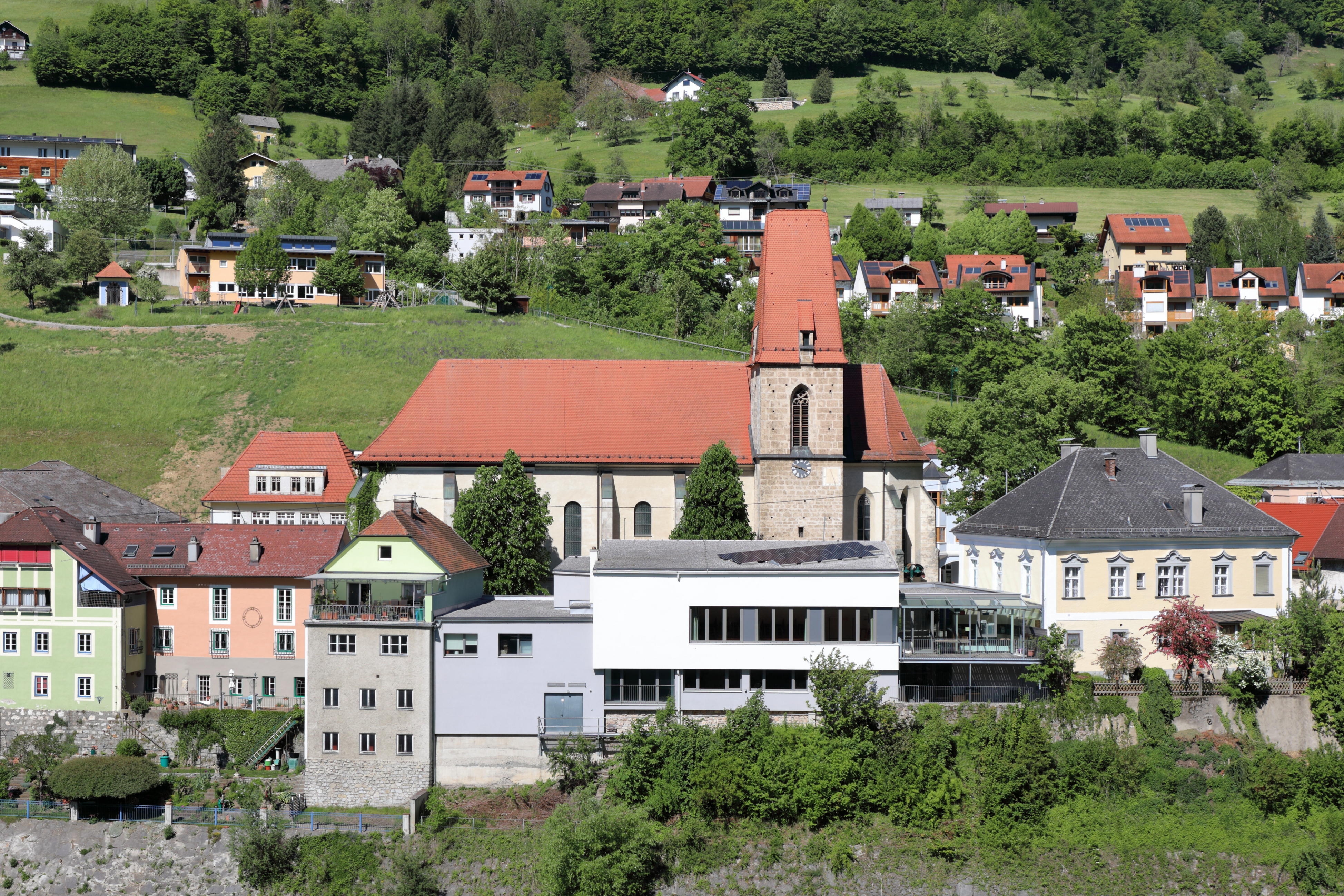
Südwestansicht der Pfarrkirche Losenstein

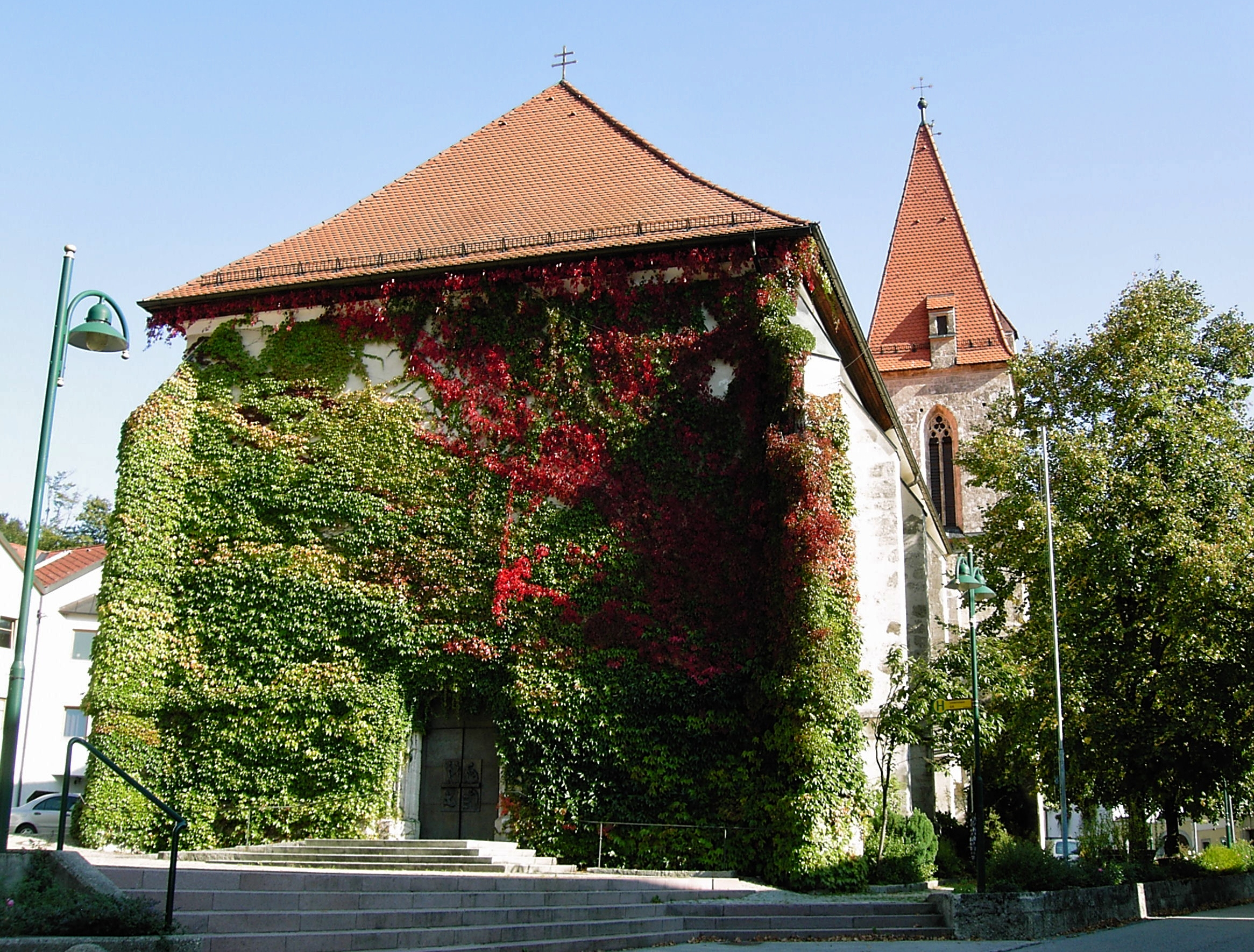
Nordwestansicht der Pfarrkirche Losenstein

Die römisch-katholische Pfarrkirche Losenstein mit dem Patrozinium hl. Blasius steht in der Gemeinde Losenstein im Bezirk Steyr-Land in Oberösterreich. Seit dem 1. Jänner 2023 gehört Losenstein als eine von 9 Pfarrteilgemeinden zur Pfarre Ennstal der Diözese Linz. Die Kirche steht unter Denkmalschutz.

## Geschichte
Die Pfarrkirche wird 1339 erstmals urkundlich erwähnt. Der Chor stammt aus der Mitte des 14. Jahrhunderts, 1514 erfolgte eine Vergrößerung des Langhauses und schließlich 1837 eine Verlängerung der Kirche.
Bis zum 31. Dezember 2022 bildete Losenstein zusammen mit den  Pfarren Laussa, Reichraming und Ternberg den Seelsorgeverband Ternberg im Dekanat Weyer.

## Kirchenbau
Der zweijochige Chor hat einen 5/8-Schluss und ist kreuzrippengewölbt. Er ist durch halbrunde Dienste und abgetreppte Streben gegliedert. In Chor befinden sich außerdem vier gotische Glasfenster, die die „Dornenkrönung“, die „Kreuzigung Christi“, „Christi Himmelfahrt“ sowie den „heiligen Oswald“ zeigen. Die Fenster entstanden um 1400. Am Chorgewölbe haben sich gotische Fresken von 1380 erhalten. Sie stellen die Symbole der Evangelisten, Propheten und Rankenwerk dar. Die Fresken wurden um 1905 restauriert, im Jahr 1951 erfolgte der Versuch einer Entfernung der Übermalungen.
Das dreijochige Langhaus ist einschiffig und flachhängekuppelgewölbt. Der gotische Kirchturm steht im südlichen Chorwinkel. Die Schallfenster sind gotisch und der Turm ist mit einem Keildach gedeckt. Das Südportal und der Turmeingang sind ebenfalls gotisch. Der Volksaltar (1974) und das Bronzetor (1977) wurden nach Entwürfen des Linzer Bildhauers Peter Dimmel errichtet.
In der Sakristei wurde 1951 ein gotisches Fresko aus der Zeit um 1400 entdeckt. Die Darstellung der Kreuzigung Christi und des Erzengels Michael wurden 1952 restauriert.

## Ausstattung
Der Hochaltar wurde 1691 bis 1693 errichtet. Das Hochaltarbild malte Johann Karl von Reslfeld im Jahr 1691. Der Tabernakel sowie die Ornamente wurden um 1775 im Stil des Rokoko geschaffen. Die barocke Kanzel entstand ebenfalls um 1775. Die Seitenaltäre sind im neobarocken Stil gehalten.
In der Taufkapelle steht ein Taufstein von 1662 sowie eine Figurengruppe der heiligen Anna aus der ersten Hälfte des 18. Jahrhunderts.
Die Glocke wurde um 1340 gegossen.